# Niklas Isfeldt
Niklas Isfeldt, född 5 januari 1966, är en svensk musiker och sångare, främst känd från banden Pure-X och Dream Evil. Han har även medverkat som körsångare till några av Hammerfalls låtar.